# 高松裁判事件
高松裁判事件（たかまつさいばんじけん）とは、香川県 高松市内の子持ち寡夫が、自身を子無し未婚と詐称しながら、身請け金（当時の37円）も立替えてあげると嘘をついて、未成年で女給奉公中の17歳（満年齢）を仲間と誘拐したことで逮捕され、1933年に高松地裁で略取・誘拐罪で懲役刑を受けた事件。現代の基準でも借金を返すアテもないのに返せると未成年女子を騙して連れ出して情交を持ったので、未成年略取のみならず未成年淫行を問われるものであるが、誘拐実行犯らが「被差別部落出身者であること」にわざわざ言及している予審調書・予審決定書・公訴事実の陳述等の部分へ批判が起きた。高松差別裁判事件などとも呼ばれる。当時の日本政府の外郭団体や司法次官から、判決前に裁判内で差別言辞を使わないように通達が出された。

## 概要
1932年12月中旬、香川県香川郡鷺田村（現・高松市）馬場部落の山本雪太郎と久本米一という若者が、岡山へ屑鉄を買いに出かけた帰り、坂出港に向かう船中で丸亀市のカフェの女給奉公中であった17歳で石原政枝と知り合った。山本と久本は父違いの兄弟であった。
3人は船から降りた後、飲食店で夕食を共にすることとなり、久本は食事の席で石原に結婚を申し込んだ。石原は、雇い先であるカフェへの借金37円（当時）を肩代わりしてくれること、父親から承諾を得ることを条件として求婚に応じた。久本は自身が妻を亡くしている男やもめだと偽り、子持ちであることを隠した上で、石原の条件を受け入れた。そのまま石原を伴って高松市の友人宅に赴き、数日間同棲したが、約束の37円は立替えなかった。
やがて石原の消息を知った父親が久本らを誘拐罪で刑事告訴。このため久本と山本は香川県警察高松署に逮捕され、予審を経て高松地検に起訴された。
このとき、予審判事から「米一、雪太郎は特殊部落の者であるが、それを打明けられたのではないか」と尋ねられた石原政枝は「左様なことは少しも聞かず気にも付きませんでした。警察に行ってはじめて知ったのです」と返答した。

そして予審終結決定書は
と述べている。

公判にて、検事は1933年5月25日に
と論告し、懲役1年6月を求刑した。
1933年6月3日、高松地裁は久本に懲役1年、山本に懲役10月のそれぞれ実刑判決を下し、2人はそのまま服役した。
判決後
全国水平社の松本治一郎は1933年6月20日に北原泰作ら3人の幹部を派遣して現地調査をおこなうと共に「高松差別裁判糾弾闘争委員会」を組織。「差別裁判関係の検事・判事を懲戒免職せよ」「差別裁判を取消せ、然らずんば解放令を取消せ」「差別の賠償として全額国庫負担による徹底的部落施設を獲得せしめよ」などの要求を掲げて差別裁判取消要求請願行進を実施し、福岡市東公園から東京まで1200キロにわたって真相報告の集会を開き、納税や兵役の義務の拒否を呼びかけ、署名運動と募金運動を展開した。

1933年9月末に司法大臣と検事総長が全国の裁判所と検事局に「今後記録、公判時の差別字句の使用、取り扱いに注意するように」との通達を出した。
同年11月には高松地裁所長の内藤諒太郎が退官、警察署長は更迭となり、同年12月には担当の白水勝起検事も福知山区検事局に異動となった。ただし、この点について弁護士の森長英三郎は『史談裁判 第4集』で内藤が1874年生まれであることを挙げ、「年齢から退職の時期にきていたといえる」と指摘している。
翌1934年4月21日には担当の白水検事への糺弾大会が白水の転任先である福知山市で開かれ、松本治一郎は検事に自決を要求した。白水はさらに福島県に転任した。第二次世界大戦後、白水は検事を辞任し、弁護士に転じている。

以後、「差別裁判糾弾」というスローガンは1963年の狭山事件でも多用されるようになったが、これに対しては日本国民救援会から
との差別裁判との主張は批判も受けている。